# Hans Wolf (Holzschneider)
Hans Wolf (geboren 1839 in Alfeld bei Hersbruck; gestorben 8. Oktober 1912 in München) war ein deutscher Holzschneider und Illustrator.

## Leben
Hans Wolf wirkte als Holzstecher und Lehrer für Holzschneider ab 1870 in München, wo er insbesondere Arbeiten für Buchillustrationen sowie für die humoristische Wochenschrift Fliegende Blätter schuf.
Ab 1877 arbeitete Wolf als Lehrer für Holzstich an der Münchener Kunstschule.